# Jardins de la plage (Le Havre)
Les jardins de la plage sont un espace vert situé dans la ville du Havre en Seine-Maritime. Ils se trouvent à l'ouest de la ville, le long de la promenade de la plage. Ils ont été créés par le paysagiste Alexandre Chemetoff. Ils sont composés d'une dune artificielle plantée d'oyats, d'une rivière d'eau douce parsemée de plantes aquatiques et d'une pelouse où se dressent des restaurants préfabriqués l'été. Depuis 1998, la plage reçoit chaque année le pavillon bleu notamment grâce à tous ses aménagements, qui s'étendent sur 30 000 m2.

## Desserte

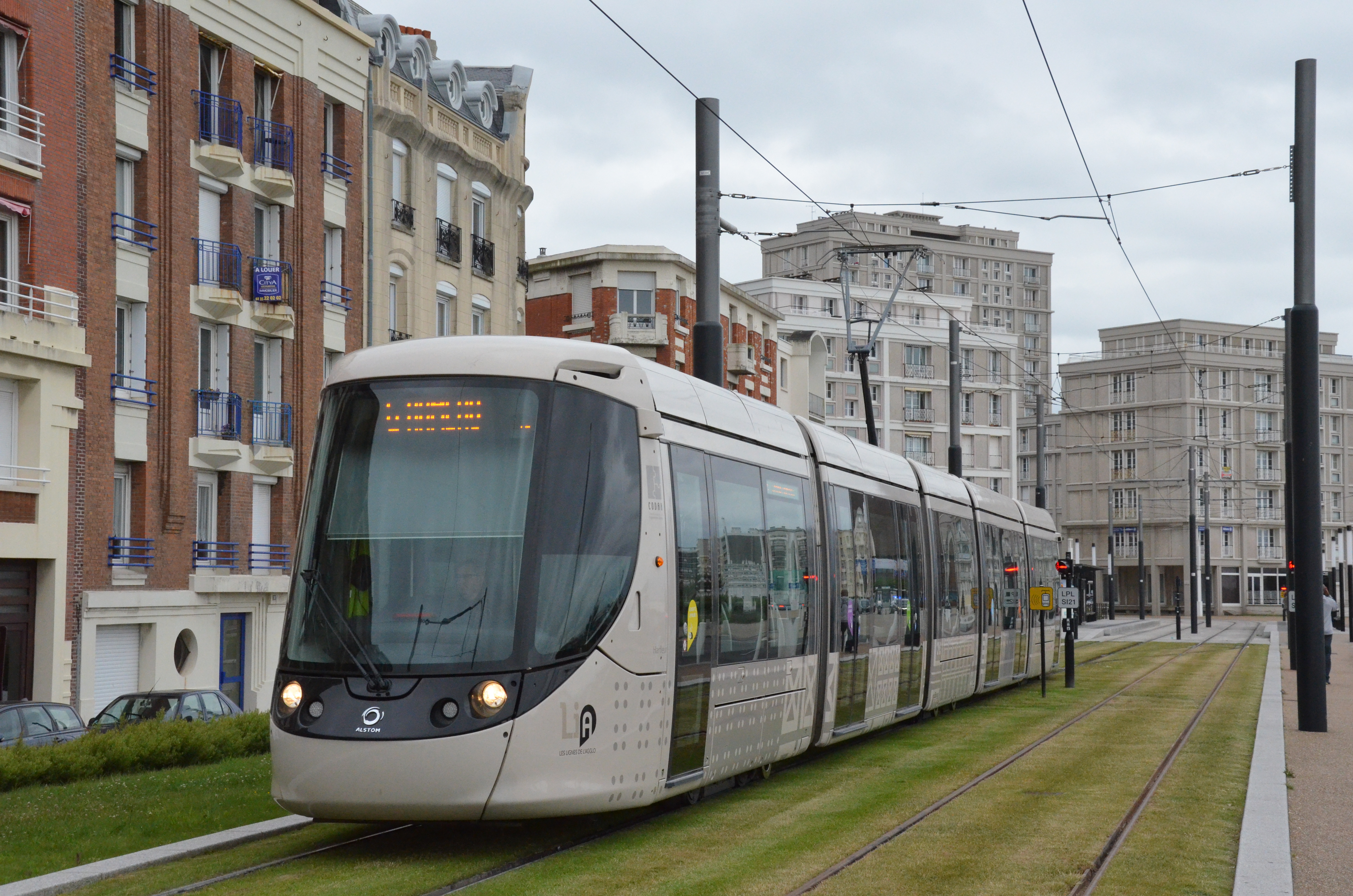
Le tramway du Havre effectue son terminus à proximité des jardins de la plage.

Les Jardins de la plage sont desservis par la Compagnie des transports de la porte océane, notamment avec le tramway du Havre qui effectue son terminus à proximité.